# Улица Лийвалайа
У́лица Ли́йвалайа (эст. Liivalaia tänav, с эст. — Широкая песочная улица), в 1944—1990 годах улица Виктора Кингисеппа — улица в Таллине, столице Эстонии.

## География
Находится в районе Кесклинн, проходит через микрорайоны Татари, Веэренни, Сибулакюла, Келдримяэ и Маакри.
Начинается от Пярнуского шоссе, где в противоположном направлении идёт улица Суур-Амеэрика. Пересекается с улицами Пеэтера Сюда, Веэренни, Татари, Уус-Татари, Хоспидали, Кентманни, Каупмехе, Юхкентали, Лембиту, Антса Лаутера, Маакри, Туру и Ластекоду. Заканчивается у Тартуского шоссе, её продолжением является улица Пронкси.
Протяжённость улицы — 1423 м.

## История

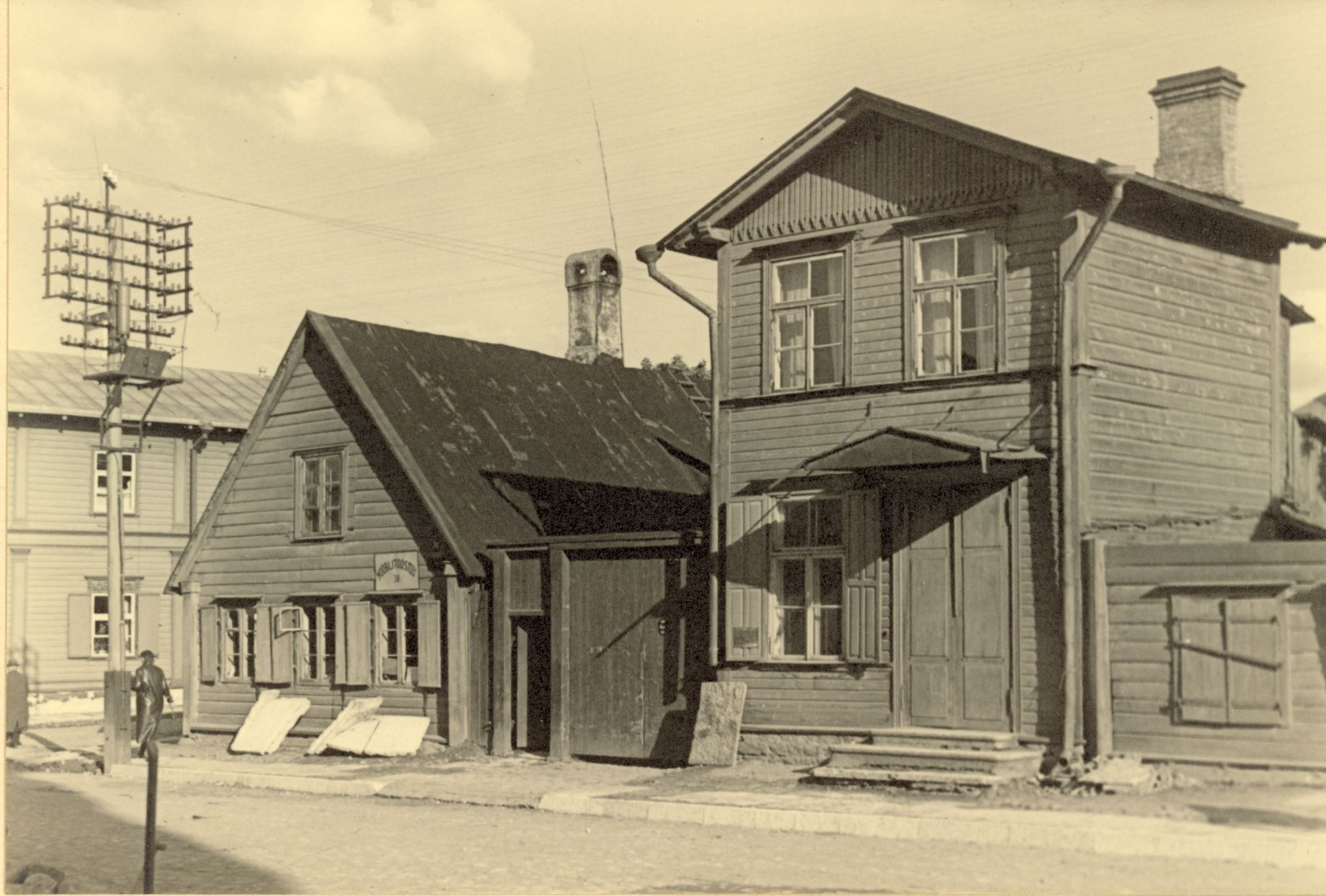
Улица Лийвалайа, дома 36 и 38. 1938 год

Первые упоминания об улице Лийвалайа относятся к XVI веку. В то время она состояла из двух разноимённых отрезков: нем. Gross Straße in der Vorstadi (Большая улица в Форштадте), другое название нем. Breite Standstraße (Широкая Песчаная улица), и нем. Grosse Joachimsthaler Straße (Большая Иоахимштальская улица). Первое название, как и эстонское Лийвалайа, — описание той песчаной местности, по которой проходила улица; второе название дано по находившейся в этом районе летней мызе Иоахимшталь (нем. Joachimsthal). Владелец это мызы, книготорговец Лоренц Яух (Lorents Jauch), в 1664 году стал основателем бумажного производства в Ревеле. Со временем мызу стали называть Юхкентали (эст. Juhkentali), а ведущую к ней улицу — Суур-Юхкентали (эст. Suur Juhkentali tänav). Во второй половине XIX века, когда названия городских улиц были утверждены постановлениями городового магистрата, улица называлась Große Sandstraße (с нем. Большая Песочная).
Названия улицы в письменных источниках разных лет:
- 1813 год — Большая Казанская улица, эст. Suur-Kaasani tänav, нем. Große Kasansche Straße;
- 1885 год — эст. Liiva laia tänav, Laia-Liiva tänav, Lai-Liiva tänav;
- 1850 год — нем. Kleine Sandstraße;
- 1907 год — Широкопесочная улица;
- 1916 год — Широко-Песочная улица, Песочная-Широкая улица;
- 1926 год — нем. Sandstraße;
- 1942 год — нем. Mittlere Sandstraße;
- 1876, 1907, 1942 годы — нем. Breite Sandstraße.

Русские жители Ревеля называли её Песочная, Большая Песочная и Новая Казанская, по расположенной на улице церкви Казанской Божьей Матери.
22 января 1936 года городские власти приняли решение об объединении улиц Лийвалайа и Суур-Юхкентали, дав новой улице название Лийвалайа. В 1944 улица была переименована в честь эстонского коммуниста Виктора Кингисеппа, а 3 августа 1990 года ей вернули старое название.

## Застройка
Застройка улицы представляет собой сочетание нескольких исторических деревянных строений, домов первой половины XX века и современных зданий.

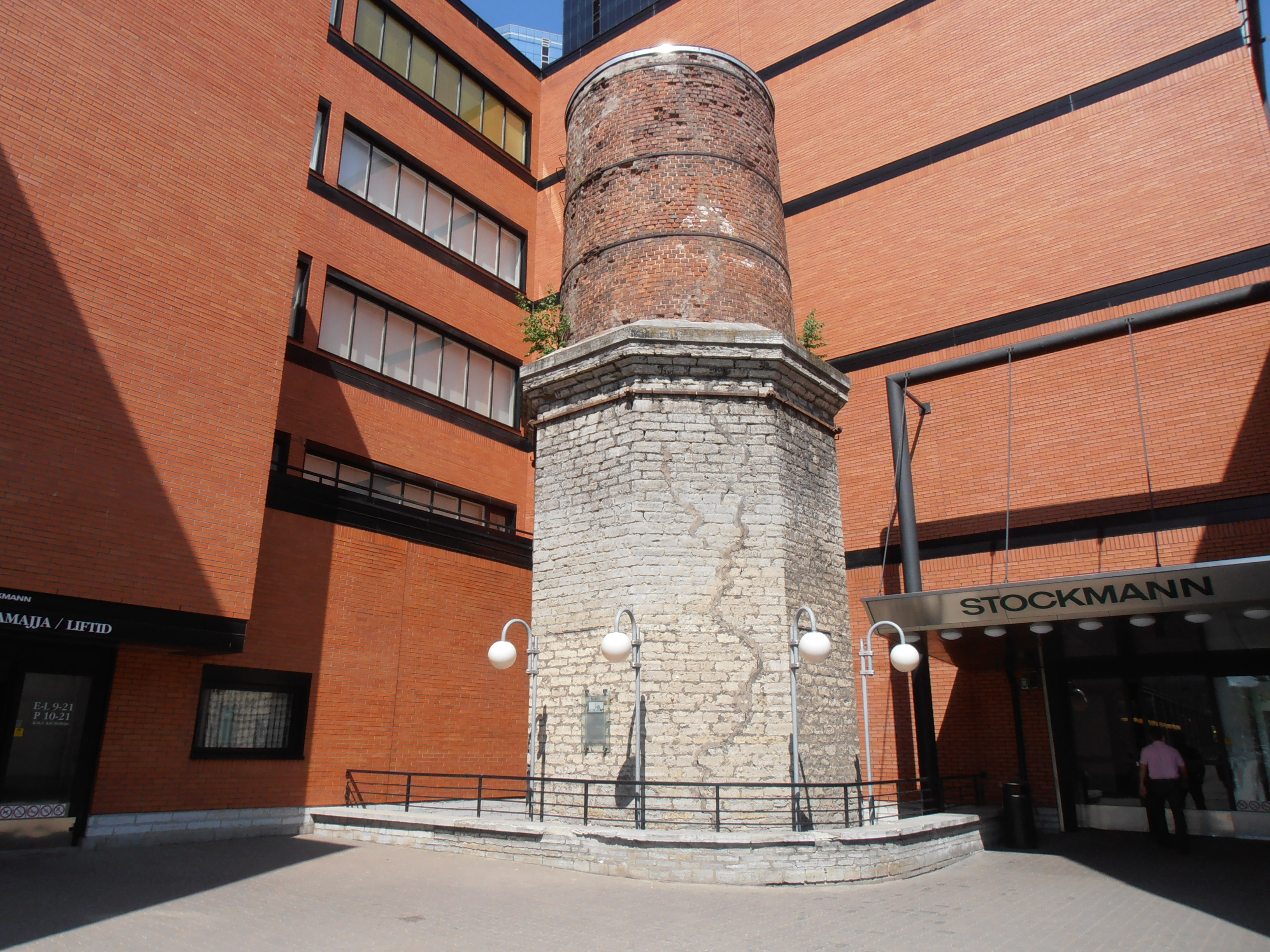
Труба бумажной фабрики Йохансона

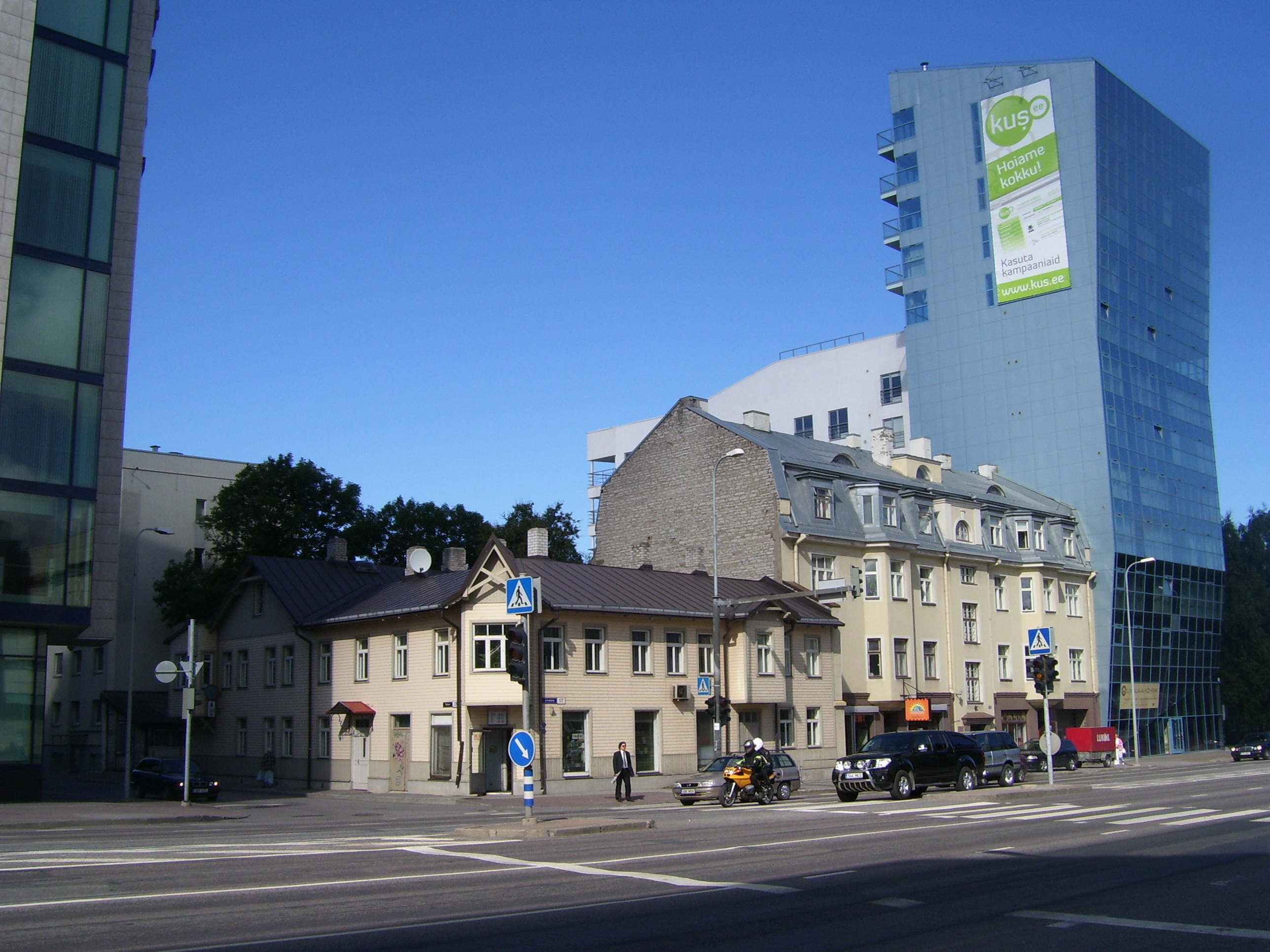
Перекрёсток с улицей Татари.
Дома 17, 19 и 21

Дом 24, бывшее здание Харьюского уездного суда

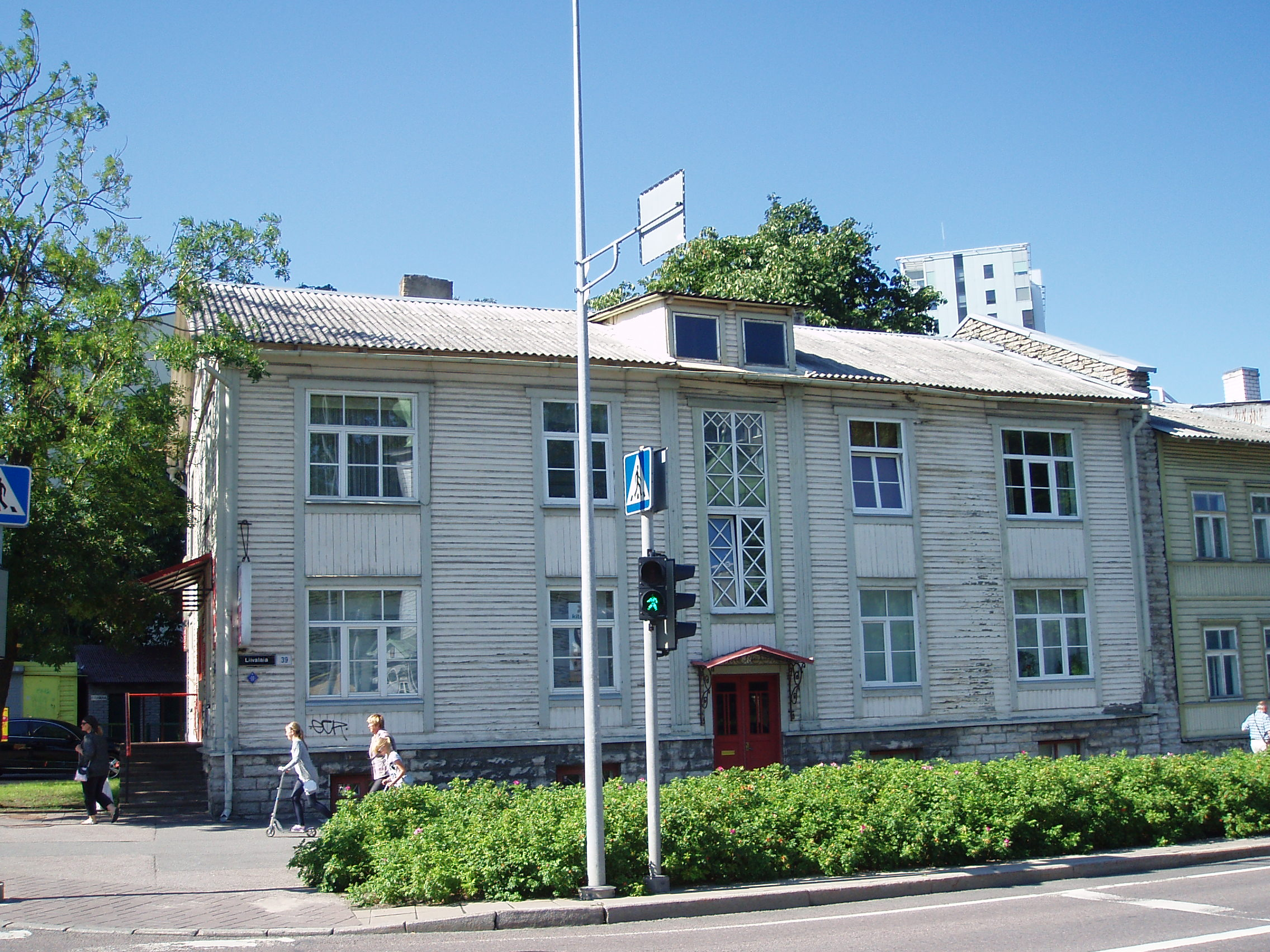
Дом 39 в 2011 году

В конце 1970-х годов, в ходе подготовки к парусной регате ХХ Олимпийских игр, по адресу ул. Лийвалайа 33 была возведена 27-этажная гостиница «Олимпия». В 1980-е годы были построены здания Детской больницы (современный адрес — ул. Тервизе 28) и Верховного суда Эстонии (позже — Лийвалайаский дом Харьюского уездного суда, ул. Лийвалайа 24).
На месте универмага «Stockmann» до 1994 года работал цех целлюлозно-бумажного комбината имени В. Кингисеппа, до 1971 года — самостоятельное предприятие «Таллинская бумажная фабрика», предшественницей которой была построенная в 1885 году бумажная фабрика купца 2-й гильдии Эдуарда Йохансона (Eduard Johanson). В память об историческом производстве рядом с универмагом сохранена труба фабричного здания.
В 2021 году на участках недвижимости по адресу Liivalaia tn 34 и Liivalaia tn 36 началось строительство делового и жилого квартала «Артер» (Arter kvartal), состоящего из трёх зданий c кафе, ресторанами, конференц-залами, спортклубом, бассейном для работников расположенных в квартале предприятий, мини-спа и подземной парковкой: 9-этажное жилое здание, 15-этажное офисное здание и 28-этажное офисное здание, самое высокое офисное здание Эстонии. Строительные работы стоимостью 100 миллионов евро планируется завершить к августу 2024 года.
- Liivalaia tn 3 — жилой дом, спроектирован в 1938 году архитектором Романом Коолмаром[эст.][8]
- Liivalaia tn 5 — 5-этажный жилой дом, построен в 1962 году, на первом этаже много лет работал магазин спорттоваров «Динамо».
- Liivalaia tn 7 — 5-этажный жилой дом, построен в 1961 году, на первом этаже — торговые помещения, где в советское время работал магазин «Вильнюс», в октябре 2020 года в них открылся магазин торговой сети «Selver».
- Liivalaia tn 8//12 — офисное здание, в которой располагается головная контора банка «Swedbank», на первом этаже — торговые площади[9].
- Liivalaia tn 9 — бывший главный офис предприятия «Eesti Gaas», здание построено в 1983 году[10].
- Liivalaia tn 11/1 — 3-этажный жилой дом, построен в 2004 году.
- Liivalaia tn 11/4 — 2-этажное офисное здание, построено в 1952 году.
- Liivalaia tn 13 — 12-этажное офисное здание, построено в 2003 году.
- Liivalaia tn 17 — 2-этажный деревянный дом, построен в 1856 году.
- Liivalaia tn 19 — 5-этажный жилой дом, на первом этаже — торговые помещения. Построен в 1929 году.
- Liivalaia tn 19/1 — 3-этажное промышленное здание, построено в 1914 году.
- Liivalaia 20А, Liivalaia tn 22 — офисные здания под общим названием Astro Liivalaia. Дом 20А — более старое 3-этажное здание, реновировано. В 1998 году было построено и с ним объединено 7-этажное строение[11].
- Liivalaia tn 21 - 12-жилой дом c офисными помещениями на первом этаже, построен в 2005 году.
- Liivalaia tn 22 — 7-этажное офисное здание, построено в 1997 году.
- Liivalaia tn 23 — Таллинская Сюдалиннаская школа, бывшая гимназия Лийвалайа. Здание построено в 1966 году.
- Liivalaia tn 24 — 5-этажное здание суда, построено в 1986 году, в настоящее время по своему первоначальному назначению не используется.
- Liivalaia tn 25 — 9-этажный жилой дом, построен в 1975 году.
- Liivalaia tn 26 — 5-этажный жилой дом, построен в 1961 году.
- Liivalaia tn 27 — 6-этажный жилой дом, построен в 1937 году про проекту архитектора Эугена Захариаса[эст.].
- Liivalaia tn 28 — 5-этажный жилой дом, построен в 1952 году.
- Liivalaia tn 29 — построенный в 1976 году 7-этажный жилой дом с торговыми помещениями на первом этаже.
- Liivalaia tn 30 — 5-этажный жилой дом, построен в 1940 году.
- Liivalaia tn 32 — 5-этажный жилой дом, построен в 1960 году.
- Liivalaia tn 33 — отель «Radisson Blu Hotel Olümpia».
- Liivalaia tn 38 — церковь Рождества Богородицы (Казанская церковь), построена в 1721 году.
- Liivalaia tn 39 — 2-этажный деревянный жилой дом, построен в 1924 году по проекту архитектора Александра Оклона[эст.][12].
- Liivalaia tn 40 — 6-этажное жилое здание, построено в 1980 году.
- Liivalaia tn 41/1 — 2-этажный деревянный жилой дом, построен в 1903 году по проекту В. Фреймана V. Freimani.
- Liivalaia tn 42 — 5-этажный жилой дом, построен в 1962 году.
- Liivalaia tn 43 — 2-этажный деревянный жилой дом, построен в 1912 году.
- Liivalaia tn 45 — 14-этажное здание головного офиса банка «Luminor», построено в 2009 году.
- Liivalaia tn 53 — универмаг «Stockmann».

Улица Лийвалайа
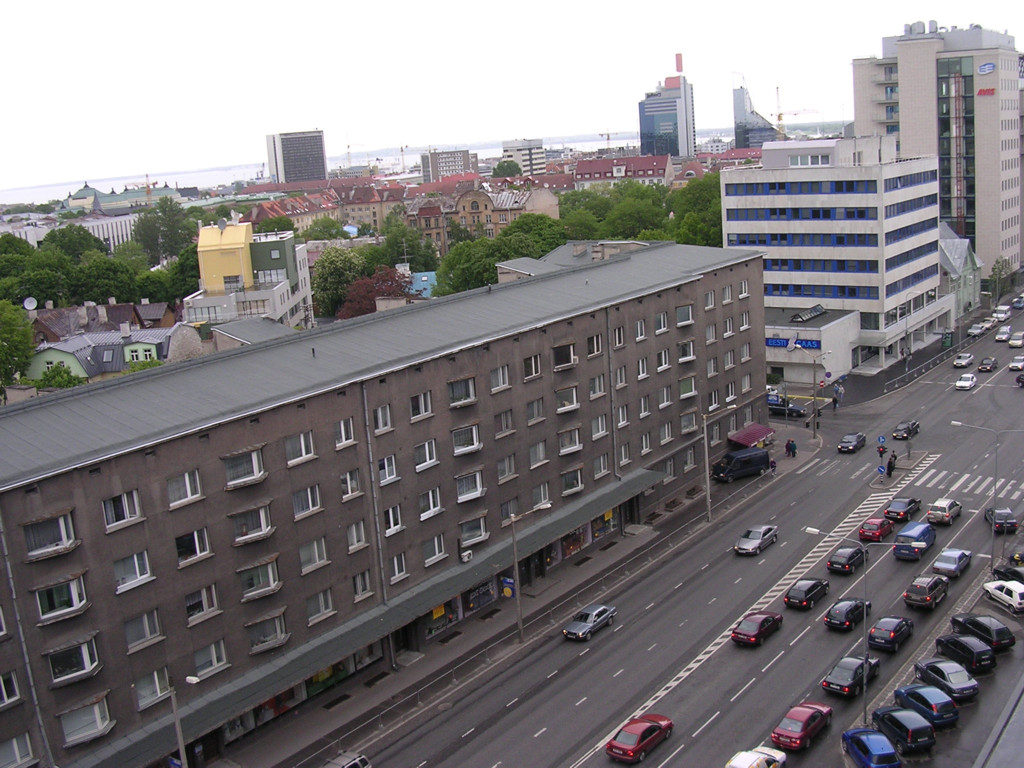
Дом 7, 2003 год
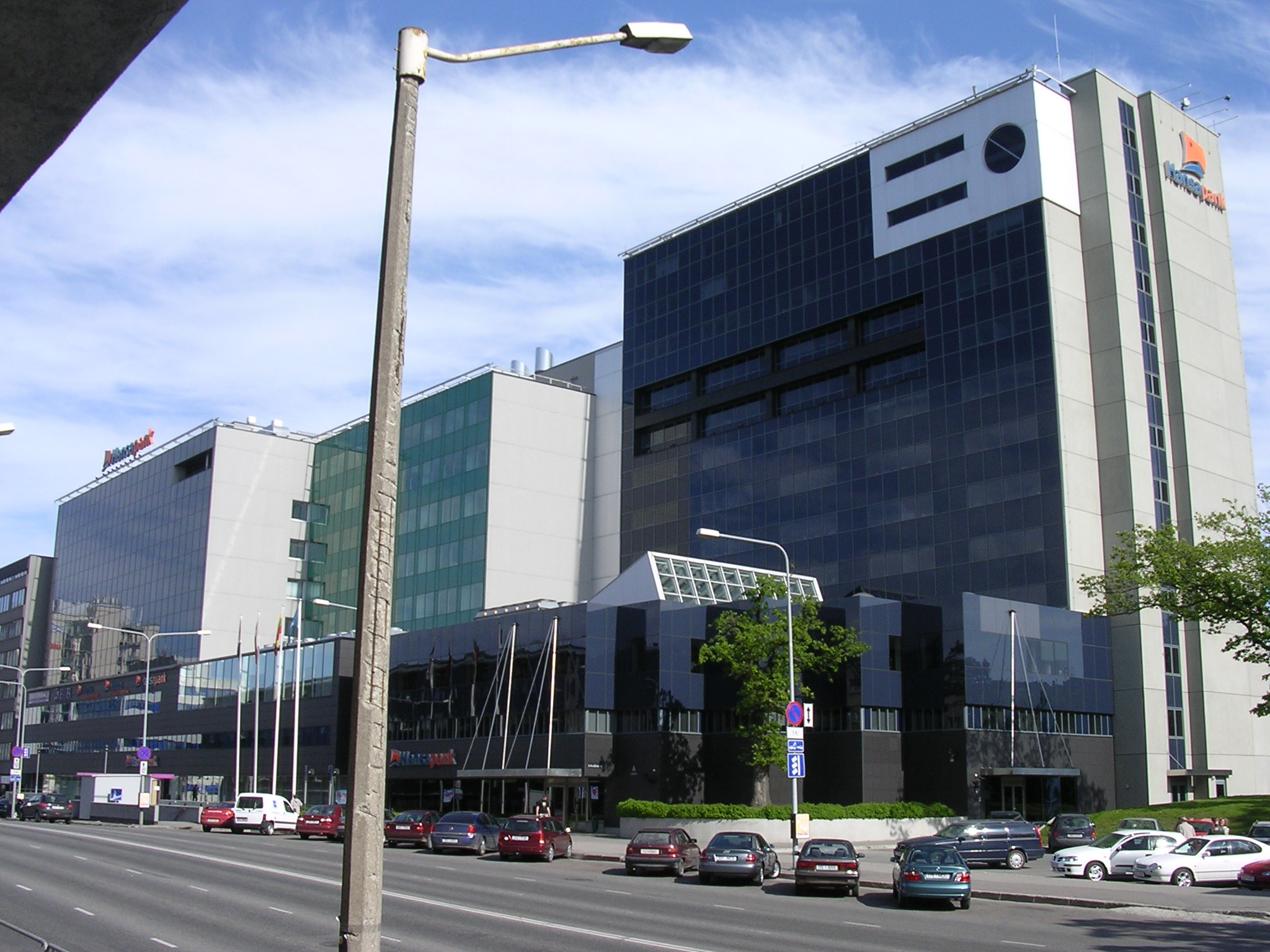
Дом 8//12 в 2003 году
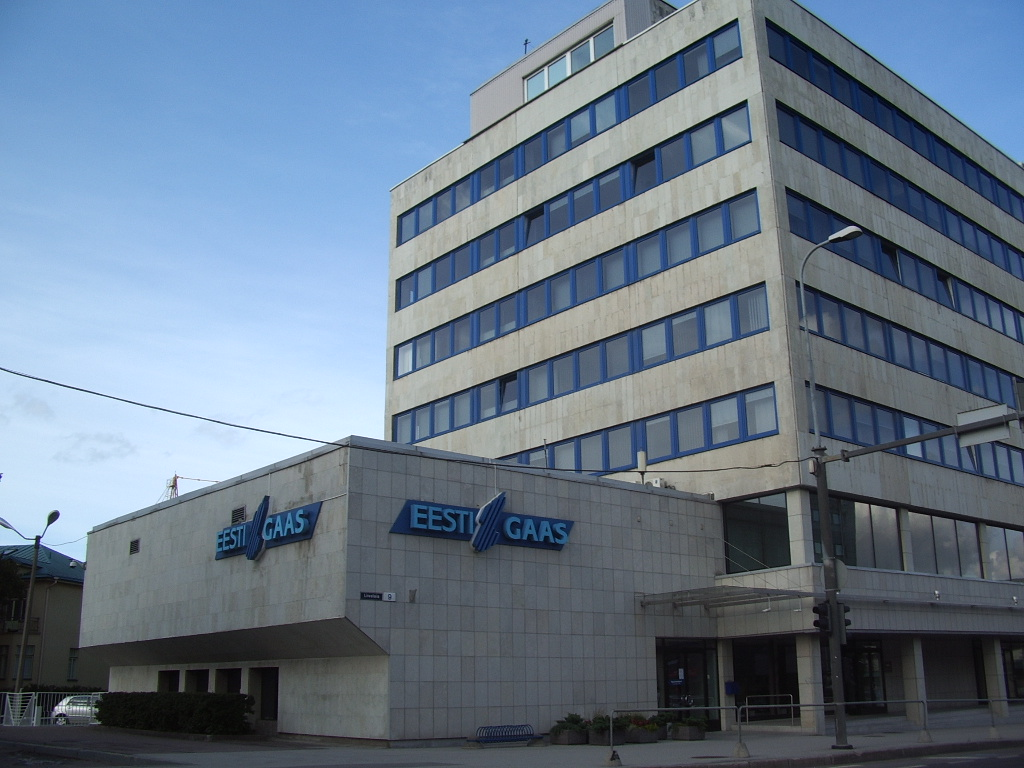
Дом 9
Дом 13
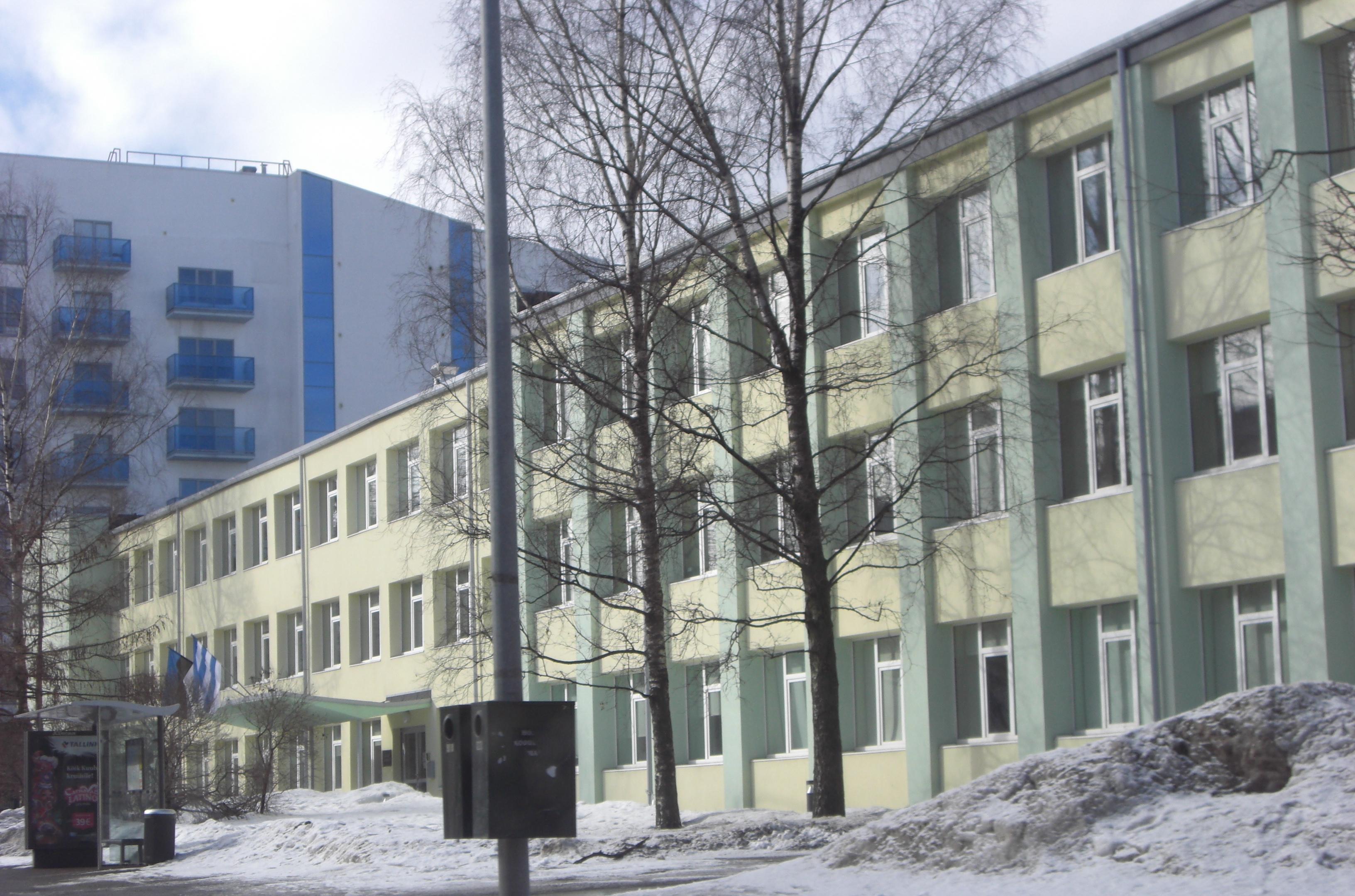
Дом 23
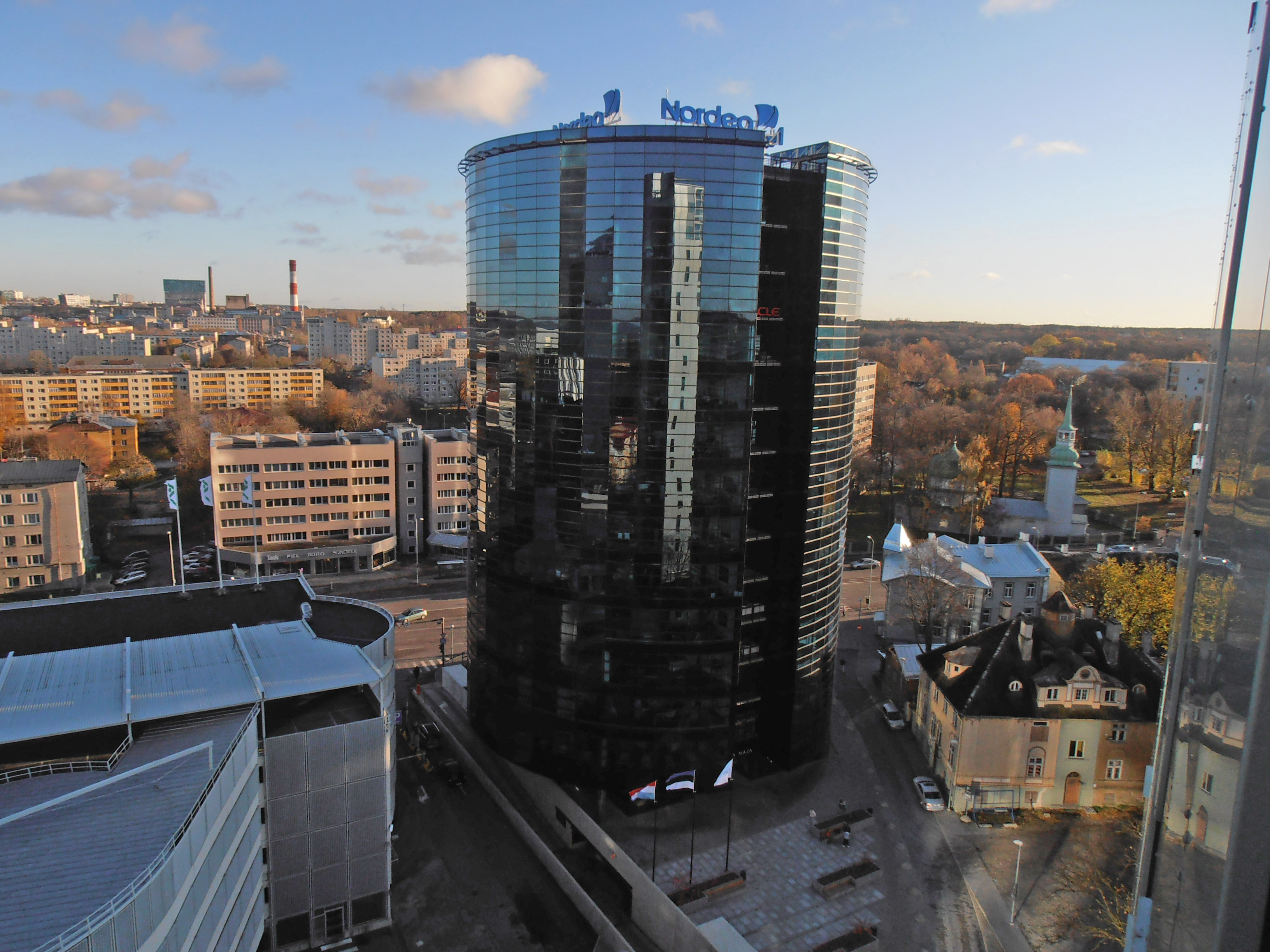
Дом 45
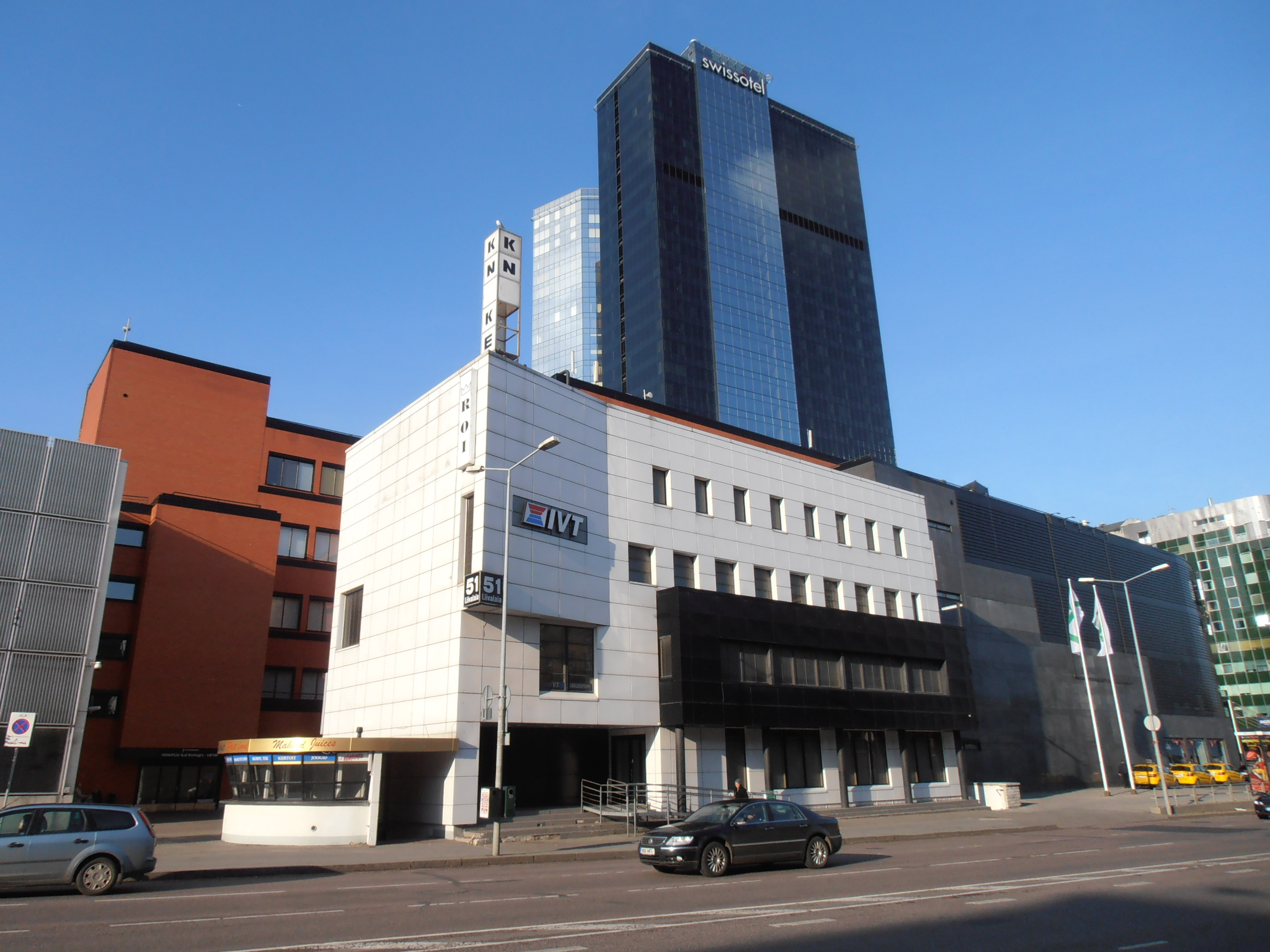
Дом 51
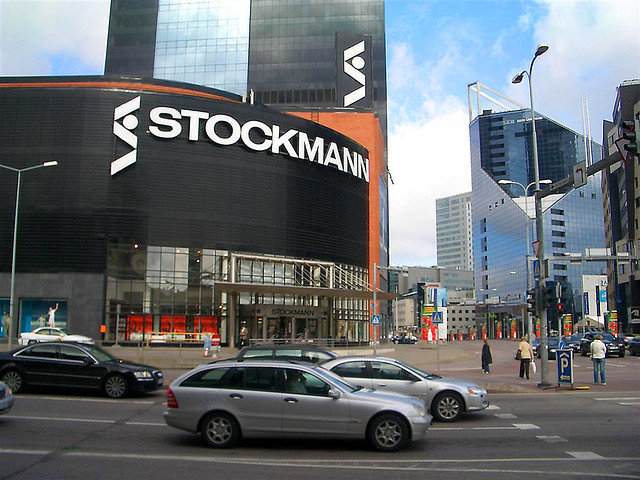
Дом 53
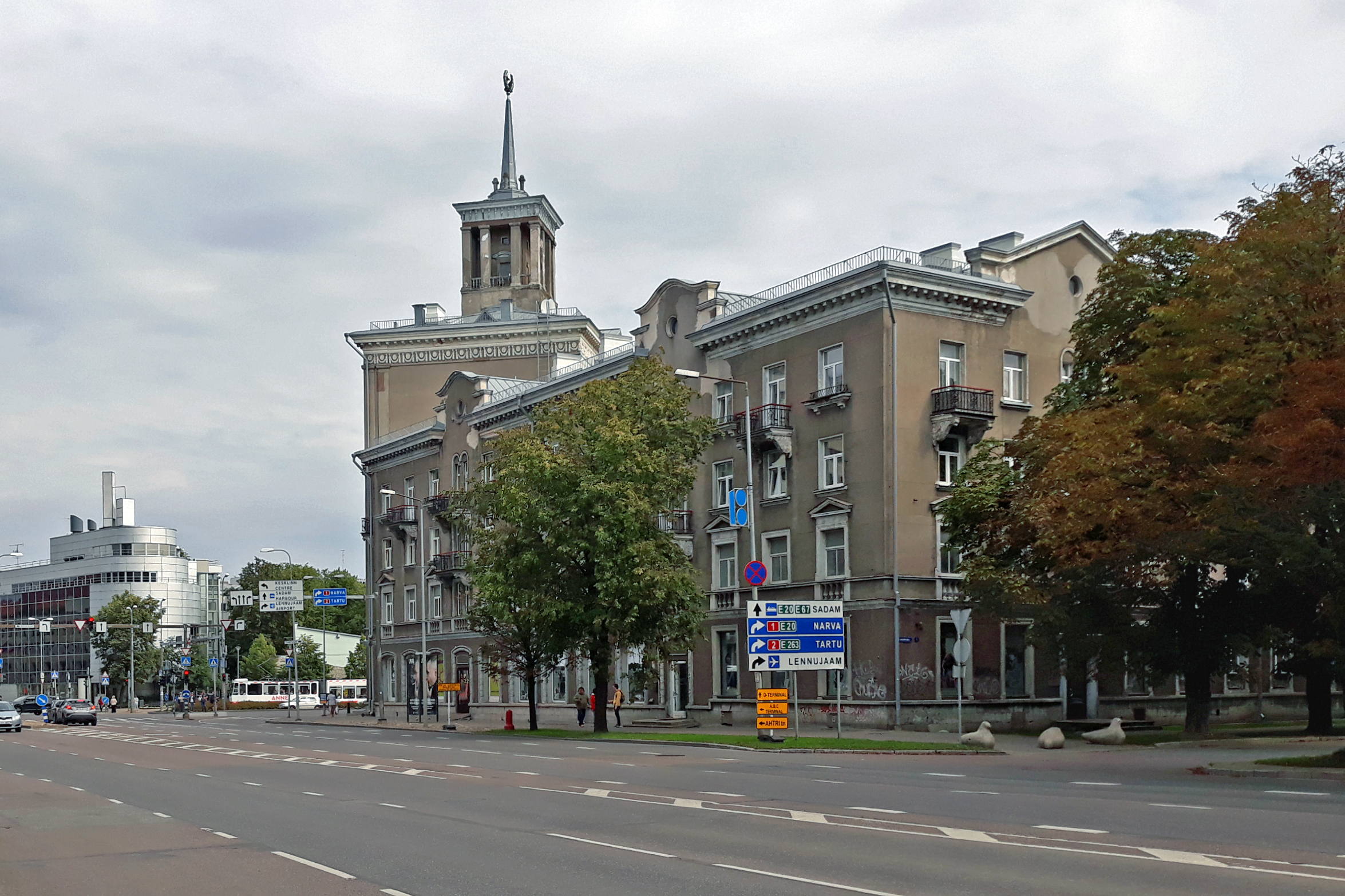
«Сталинка» на перекрёстке ул. Лийвалайа и Тартуского шоссе

## Памятники культуры

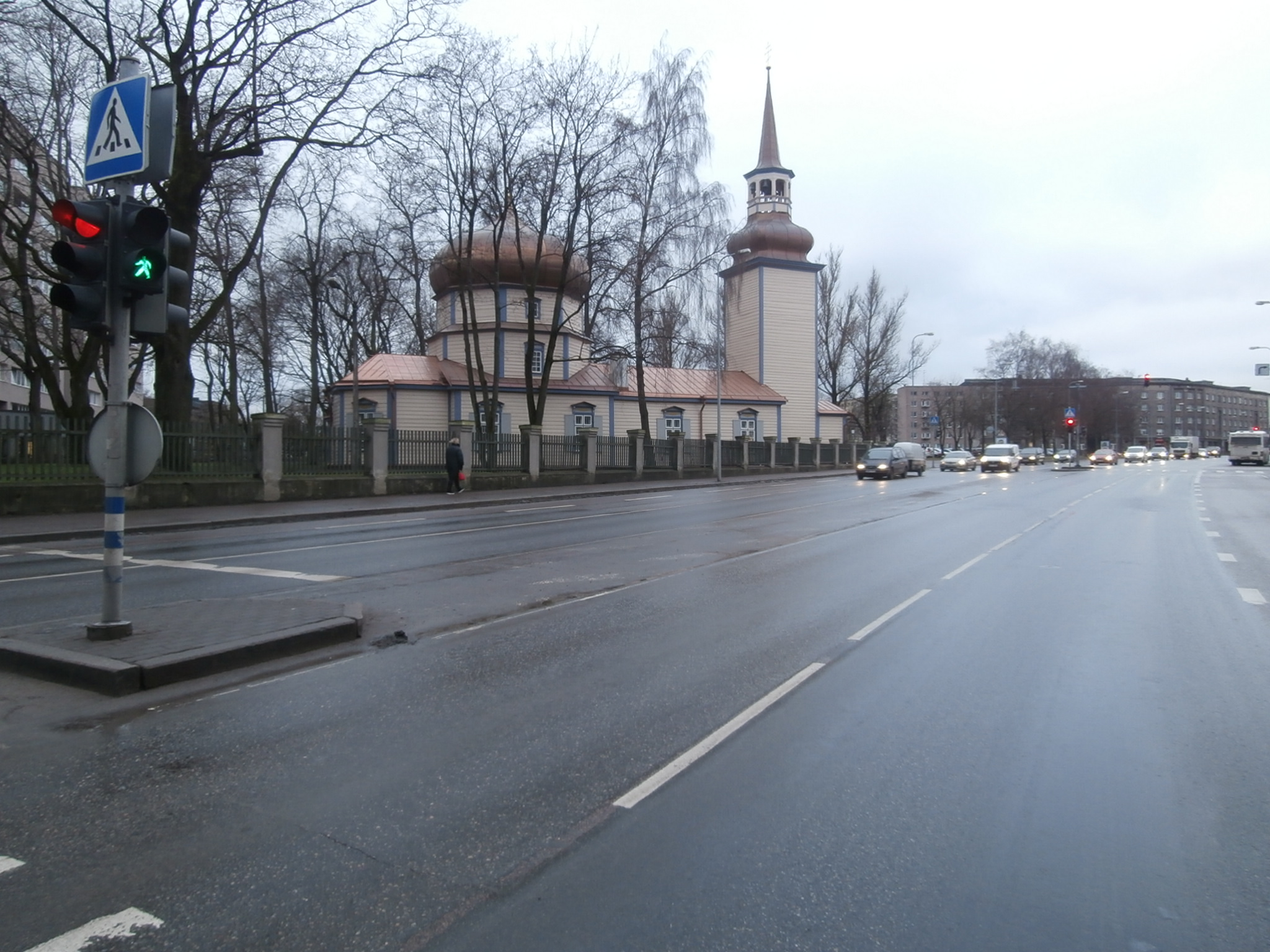
Казанская церковь

- Liivalaia tn 38 — церковь Рождества Богородицы.

Старейшая деревянная церковь Таллина, построена в 1721 году для военных Двинского полка. Из Санкт-Петербурга была привезена копия одной из самых чтимых икон — Казанской иконы Божией Матери и старинная военная икона-складень с тем же образом. По названию этой иконы церковь стали называть Казанской. В 1970-х годах многие ценные иконы из церкви были украдены, в том числе переносной складень Казанской Божией Матери.
Церковь многократно перестраивалась. Нынешний лукообразный купол был изготовлен в 1891 году. В 19-м столетии вместе с изменением внешнего вида церкви в сторону классицизма был также изменён и её интерьер. Приход Таллинской церкви Рождества Богородицы находится в подчинении Московского патриархата. 16 июля 2009 года церковь была повреждена сильным пожаром, причины которого не установлены. К осени того же года церковь была восстановлена. При инспектировании 27.10.2020 её состояние оценивалось как хорошее.
- Liivalaia tn 43 — жилой дом, построенный в 1912 году по проекту инженера Антона Уэссона[эст.].

Двухэтажный доходный дом с угловой башней является одним из немногих образцов деревянного строения начала 20-го столетия в югенд-стиле, сохранившихся в аутентичном виде и в хорошем состоянии (подобные дома по адресам улица Вейценберга 14, улица Висмари 12 и улица Луйзе 15 также внесены в Государственный регистр памятников культуры Эстонии). При инспектировании 21.03.2020 состояние дома оценивалось как хорошее.
Здание составляет единый архитектурный ансамбль с находящимися рядом деревянными жилыми домами и расположенной через улицу Казанской церковью. За этим домом, на улице Леннуки, находится построенный в 1927 году по проекту Герберта Йохансона 2-этажный деревянный дом в стиле ар-деко (пристройка на крыше возведена в 1930 году по проекту Виктора Рейнхардта (Viktor Reinhardt)), также внесённый в Государственный регистр памятников культуры Эстонии (Lennuki tn 26). При инспектировании 03.04.2020 его состояние было признано плохим.